# 李梴 (医学家)
李梴（?—?），字健齋，南豐（今江西南豐）人，明朝医学家。其名「梴」，常見誤作為「梃」；此二字音義皆異，實為別字，非簡繁之差。
明代嘉靖至萬曆年間。早年因病學醫，遂博覽群書，有豐富的臨床經驗。晚年為初學者入門，著有《醫學入門》8卷。